# Johann Giovanelli
Johann Nepomuk von Giovanelli zu Gerstburg und Hörtenberg (26. května 1832 Wilten – 16. června 1900 Gries) byl rakouský šlechtic a politik německé národnosti z Tyrolska (respektive z dnešního Jižního Tyrolska), v 2. polovině 19. století poslanec Říšské rady.

## Biografie
Narodil se 26. května 1832 v obci Wilten (od roku 1904 část Innsbrucku).
Byl aktivní politicky. Zasedal jako poslanec Říšské rady (celostátního parlamentu Předlitavska), kam nastoupil ve volbách roku 1879 za kurii městskou a obchodních a živnostenských komor v Tyrolsku, obvod Bolzano, Merano, Glurns atd. Ve volebním období 1879–1885 se uvádí jako baron Johann von Giovanelli, statkář, bytem Gries.
Patřil mezi konzervativní poslance. Usedl do konzervativního Hohenwartova klubu (tzv. Strana práva). Patřil mezi hlavní postavy tyrolských konzervativců. Ve volbách roku 1885 ho porazil ústavověrný kandidát.
V roce 1883 neúspěšně kandidoval na Tyrolský zemský sněm.
Zemřel v červnu 1900 v Griesu u Bolzana. Jeho manželkou byla baronka Marie von Giovanelli, rozená von Dürfeld, která zemřela roku 1910.